# Herajon na Samos
Herajon, świątynia Hery (gr. Ηραίον Σάμου) – starożytna świątynia Hery, obecnie stanowisko archeologiczne na greckiej wyspie Samos. 
W 1992 roku został wpisany wraz z pitagorejonem na listę światowego dziedzictwa UNESCO. 
Świątynia została wzniesiona około 570–550 p.n.e.
przez Rojkosa i Teodorosa z Samos (na miejscu dwóch starszych sanktuariów bogini z VIII i VII wieku p.n.e.). Jeszcze w tym samym stuleciu świątynia jednak spłonęła (zniszczona przez Persów) i została odbudowana w 525 roku p.n.e. za panowania Polikratesa. Miała wymiary 108 na 55 metrów, co czyniło ją czterokrotnie większą od Partenonu w Atenach. Wystawiona w miejscu mitycznych narodzin bogini Hery, była jednym z najważniejszych miejsc jej kultu w starożytnej Grecji.
Do naszych czasów zachowała się jedna kolumna (o połowie pierwotnej wysokości) oraz kilka zdekompletowanych posągów. Stanowisko archeologiczne obejmuje także pozostałości Wielkiego Ołtarza, Świętej Drogi i Hekatombeonu.